# Platypholis
Platypholis é um género botânico pertencente à família Orobanchaceae.

## Espécie
Platypholis boninsimae

## Nome e referências
Platypholis Maxim.